# Brunnstein (Lenggries)
Die Brunnstein ist ein 1110 m ü. NHN hoher Gratgipfel im Brauneckgebiet auf dem Gebiet der Gemeinde Lenggries, südlich von Bad Tölz in Bayern.
Er befindet sich zusammen mit seinen weiteren felsigen Nachbarn Waxensein und Demelspitze östlich des Braunecks unterhalb der Brauneckschneid.
Der Brunnstein bildet einen bewaldeten Grat, der nach Norden, Süden und zum Sattel zum Waxenstein felsig abbricht. Der höchste Punkt ist nur weglos und in leichter Kletterei erreichbar.